# Tête du radius
La tête du radius est une saillie cylindrique située au sommet de l'épiphyse proximale du radius.
Sa face supérieure présente une surface articulaire de faible concavité, la facette articulaire de la tête du radius qui s'articule avec le capitulum de l'humérus pour former l'articulation huméro-radiale.
La circonférence articulaire de la tête du radius est lisse et s'articule médialement avec l'incisure radiale de l'ulna et le ligament annulaire du radius pour former l'articulation radio-ulnaire proximale.

## Anatomie fonctionnelle

### Facette articulaire de la tête du radius
La facette articulaire permet au radius de glisser sur le capitulum lors de la flexion-extension du coude tout en tournant simultanément autour de son propre axe principal lors de la supination-pronation.
Le point le plus profond de la facette articulaire n'est pas axisymétrique avec le grand axe du radius, créant un effet de came lors de la pronation et de la supination.
Le capitule ne s'étend pas jusqu'à la face postérieure de l'humérus et, par conséquent, lors de l'extension complète du coude, seule la moitié antérieure de la facette s'articule avec le capitule. En pleine flexion, la tête dépasse du capitule pour pénétrer dans la fosse radiale de la face antérieure de l'humérus.

### Circonférence articulaire de la tête du radius
La circonférence articulaire n'est pas parfaitement cylindrique mais légèrement ovale avec un grand axe antéro-postérieur.
Même si le ligament annulaire maintient fermement la tête en place, le ligament est toujours suffisamment flexible pour permettre un certain étirement pendant que la tête tourne à l'intérieur.